# 徐恪
徐恪（1431年—1503年），字公肅，號海虞，直隶蘇州府常熟縣 (今江蘇省常熟市）人，明朝政治人物，官至南京工部侍郎。

## 生平
成化二年（1466年），登丙戌科進士，授工科給事中。十一年（1475年）正月出為湖廣左參議，二十年九月升河南右參政。請求賑災陝西饑荒。
弘治元年（1488年）二月，升河南右布政使，轉左。弘治四年，升爲右副都御史，巡撫許州等地。其為人執法嚴明，糾正各地弊病，為當地豪強王族所不悅。明孝宗知其賢，責怪平樂王、義寧王，后命徐與湖廣巡撫韓文互調職位。當時百姓罷市，哭泣相送者數十里不絕。其在湖廣與岐王相爭，被彈劾改為南京工部右侍郎。弘治十一年因病致仕，十六年三月卒。